# Tatiana Lioznova
Tatiana Lioznova (en russe : Татьяна Михайловна Лиознова, Tatiana Mikhaïlovna Lioznova) est une réalisatrice et scénariste soviétique née le 20 juillet 1924 à Moscou (Union soviétique), où elle est décédée le 29 septembre 2011,.

## Filmographie

### comme réalisatrice
- 1958 : La Mémoire du cœur (Pamiat serdtsa - Память сердца)
- 1961 : Ievdokia (Евдокия)
- 1963 : Im pokoriaetsia nebo (Им покоряется небо)
- 1966 : Tôt le matin (Рано утром)
- 1967 : Trois peupliers dans la rue Pliouchtchikha (Три тополя на Плющихе)
- 1973 : Dix-sept Moments de printemps (feuilleton TV, adapté du roman Dix-sept Moments de printemps)
- 1981 : My, nijepodpissavchiessia (Мы, нижеподписавшиеся) (TV)
- 1981 : Carnaval (Карнавал)
- 1986 : La Fin du monde et le symposium qui s'ensuit (Конец света с последующим симпозиумом)

### comme scénariste
- 1981 : Carnaval (Карнавал)